# Mekiniće
Mekiniće en serbe latin et Mekiniq en albanais (en serbe cyrillique : Мекиниће) est une localité du Kosovo située dans la commune/municipalité de Leposavić/Leposaviq, district de Mitrovicë/Kosovska Mitrovica. Selon des estimations de 2009 comptabilisées pour le recensement kosovar de 2011, elle compte 176 habitants, dont une majorité de Serbes.

## Géographie
Mekiniće/Mekiniq est situé à 8 km au nord de Leposavić/Leposaviq, sur les bords de la rivière Drenska reka. Le village fait partie de la communauté locale de Leposavić/Leposaviq.

## Histoire
Mekiniće est mentionné pour la première fois en 1791.

## Démographie

### Évolution historique de la population dans la localité
| 1948 | 1953 | 1961 | 1971 | 1981 | 1991 | 2009 |
| ---- | ---- | ---- | ---- | ---- | ---- | ---- |
| 157  | 157  | 168  | 139  | 113  | 108  | 176  |

|  |